# Dino Latino
Dino Latino – dziesiąty album studyjny autorstwa Deana Martina nagrany i wydany w 1962 roku przez Reprise Records, zawierający zbiór utworów o tematyce latynoamerykańskiej.
Podczas gdy pierwsza strona płyty zawiera pięć szybkich utworów (wśród nich jest piosenka „South of the Border ”, którą Martin  ponownie nagrał na swoim albumie Dean Martin Sings Songs from „The Silencers” z 1966 roku), druga strona składa się z pięciu ballad. Wszystkie utwory na płycie zostały zaaranżowane przez Dona Costę, z wyjątkiem zamykającego utworu „La Paloma”, który przypisuje się Chuckowi Sagle'owi.

## Utwory
| A1 | (Alla En) El Rancho Grande     | 2:18 |
| A2 | Manana (Is Soon Enough for Me) | 2:33 |
| A3 | Tangerine                      | 2:06 |
| A4 | South Of The Border            | 1:52 |
| A5 | In A Little Spanish Town       | 2:33 |
| B1 | What A Diff’rence A Day Mad    | 2:46 |
| B2 | Magic Is The Moonlight         | 2:38 |
| B3 | Always In My Heart             | 2:46 |
| B4 | Besame Mucho                   | 2:27 |
| B5 | La Paloma                      | 3:04 |